# Sainghin-en-Mélantois
Sainghin-en-Mélantois (Nederlands: Singem) is een gemeente in het Franse Noorderdepartement (Frans: département du Nord) (regio Hauts-de-France). De gemeente telde 2.844 inwoners op 1 januari 2022 en maakt deel uit van het arrondissement Rijsel. De gemeente ligt in de Mélantois (Nederlands: Medeland).

## Geografie
De oppervlakte van Sainghin-en-Mélantois bedroeg op 1 januari 2022 10,48 vierkante kilometer; de bevolkingsdichtheid was toen 271,4 inwoners per km².

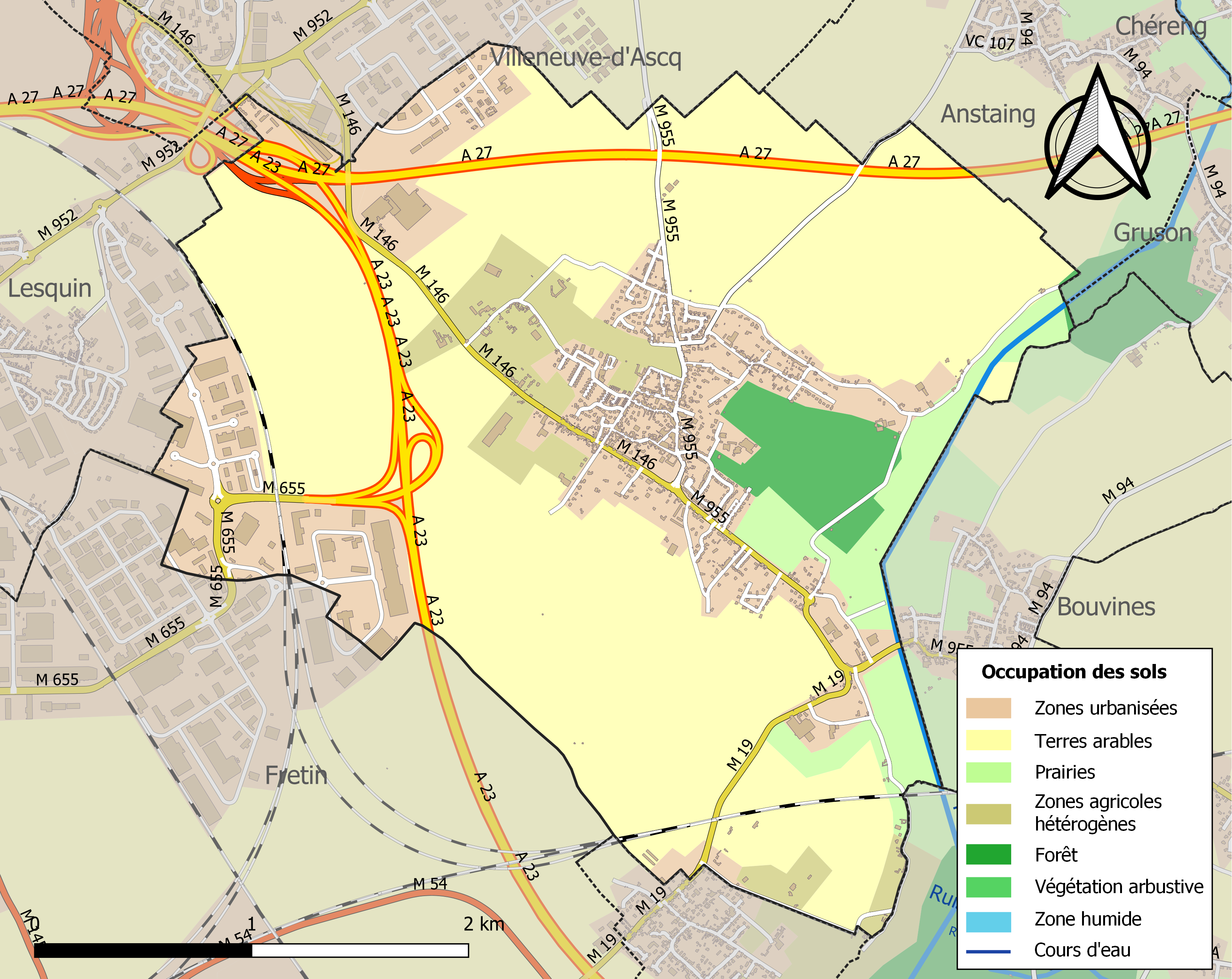
Kaart van de gemeente met belangrijkste infrastructuur, bodemgebruik en omliggende gemeenten

## Bezienswaardigheden
- De Église Saint-Nicolas.

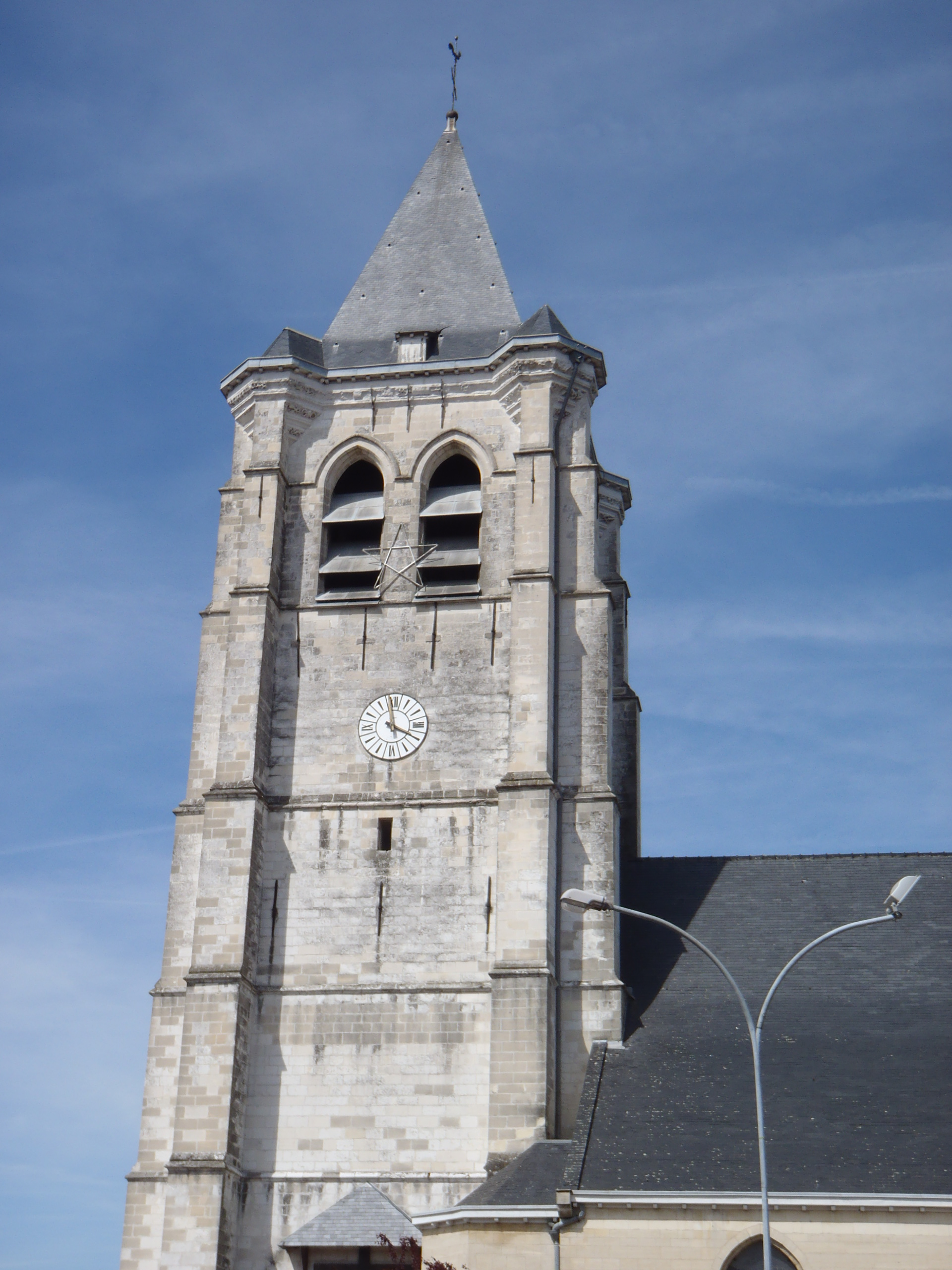
Église Saint-Nicolas

- De Mont des Tombes , een Gallo-Romeinse tumulus, in 1970 geklasseerd als monument historique.

## Demografie
Onderstaande figuur toont het verloop van het inwonertal (bron: INSEE-tellingen).

## Verkeer en vervoer
Over het noorden van het grondgebied loopt de snelweg A27/E42, waar in het noordwesten van de gemeente de snelweg A23 op aansluit.